# Mike Oehler
Pour les articles homonymes, voir Œhlert.
Mike Oehler, né le 2 janvier 1938 à Chicago et mort le 2 février 2016 dans le comté de Boundary, est un auteur et activiste américain originaire de l'Idaho. Il est un fervent promoteur et concepteur de formes alternatives d'habitat très bon marché, de l'écologie et de la permaculture.

## Carrière
Oehler s'inscrit dès les années 1960 dans le mouvement hippie et surtout dans celui du « retour à la terre ». Il montre l'exemple en vivant sur son terrain de 16 hectares dans les montagnes de l'Idaho, d'où il a écrit de nombreux livres. Il donne aussi des conférences dans les universités, participe à des émissions de radio et de télévision.
Les sujets qu'il affectionne sont l'autosuffisance, la permaculture et l'habitat,.
En 1998, Oehler apparait dans un épisode de la série Louis Theroux du nom de Weird Weekends (« étranges week-ends »), où Theroux rend visite à sa maison souterraine dans les montagnes.
Il fait de même une apparition dans l'épisode suivant Weird Christmas (« étrange noël »), avec les autres invités de la série.

## Habitats
Mike Oehler se targue de réaliser à peu de frais (de 50 à 500 dollars) des maisons écologiques, pouvant de plus échapper aux inspecteurs et donc aux taxes et aux normes. Son livre, non-traduit, The $50 Dollars and up Underground House Book (Le Livre de la maison souterraine à partir 50 $), en propose les plans et la mise en chantier. Le départ de la construction est une tranchée dans la terre, et les parties hautes de l'édifice (fenêtres et toit) sont posées au niveau du sol. Lui-même habite une de ces maisons quasi-invisibles car mêlées à la végétation, mais très claire grâce à de nombreuses baies vitrées.

## Publications
- (en) Mike Oehler, One Mexican Sunday, 1981, 112 p. (ISBN 978-0-9604464-1-4)
- (en) Mike Oehler, The $50 Dollars and up Underground House Book, 1982, 115 p. (ISBN 978-0-442-27311-8)
- (en) Mike Oehler, The Hippy Survival Guide to Y2K, 1999, 279 p. (ISBN 978-1-879628-17-5)
- (en) Mike Oehler, The Earth-sheltered Solar Greenhouse Book : How to Build an Energy Free Year-round Greenhouse, 2007, 230 p. (ISBN 978-0-9604464-0-7)

## liens externes
- Notices d'autorité :   - VIAF
  - ISNI
  - LCCN
  - Pays-Bas
  - Israël
  - Australie
  - WorldCat
- (en) Mike Oehler, « Site de la maison enterrée »